# Duplominona stilifera
Duplominona stilifera är en plattmaskart som beskrevs av Sopott-Ehlers och Ax 1985. Duplominona stilifera ingår i släktet Duplominona och familjen Monocelididae. Inga underarter finns listade i Catalogue of Life.